# 青森県道145号戸来十和田線
青森県道145号戸来十和田線（あおもりけんどう145ごう へらいとわだせん）は、青森県三戸郡新郷村から十和田市に至る一般県道である。

## 概要
三戸郡新郷村戸来の国道454号から北へ分岐し、奥入瀬川を渡って十和田市稲生町に至る。
十和田市藤島字和島から十和田市穂並町までの区間は、かつては国道4号であった。

### 路線データ
- 起点 : 三戸郡新郷村大字戸来[1]
- 終点 : 十和田市[1]

## 歴史
- 1972年（昭和47年）3月28日 - 県道に認定される[1]。

## 路線状況

### 重複区間
- 青森県道168号切田五戸線 : 十和田市滝沢 - 十和田市米田

## 地理

### 通過する自治体
- 三戸郡新郷村
- 十和田市

### 交差する道路
- 国道454号（三戸郡新郷村大字戸来、起点）
- 青森県道220号石無坂鹿田線（三戸郡新郷村大字戸来）
- 青森県道168号切田五戸線（十和田市滝沢）
- 青森県道168号切田五戸線（十和田市米田）
- 国道102号・青森県道45号十和田三戸線（十和田市穂並町、終点）

### 沿線の施設など
- 四和郵便局
- 十和田市立四和中学校
- 十和田市立藤坂小学校
- マックスバリュ十和田南店（イオン東北）・サンデー十和田店
- パワーズU十和田店（ユニバース）
- 十和田穂並町郵便局